# Cratere Kleymenov
Kleymenov è un cratere lunare di 55,98 km situato nella parte sud-orientale della faccia nascosta della Luna.